# Fleys
Fleys ist eine französische Gemeinde mit 175 Einwohnern (Stand 1. Januar 2022) im Département Yonne in der Region Bourgogne-Franche-Comté (vor 2016 Bourgogne) im Osten Frankreichs. Die Gemeinde gehört zum Arrondissement Auxerre (bis 2017 Avallon) und zum Kanton Chablis (bis 2015 Tonnerre).

## Geografie
Fleys liegt etwa 21 Kilometer ostsüdöstlich von Auxerre. Umgeben wird Fleys von den Nachbargemeinden Collan im Norden, Serrigny im Osten und Nordosten, Béru im Süden und Südosten, Chichée im Süden und Südwesten sowie Chablis im Westen.
Die Gemeinde liegt im Weinbaugebiet Bourgogne.

## Bevölkerungsentwicklung
| Jahr                      | 1962 | 1968 | 1975 | 1982 | 1990 | 1999 | 2006 | 2013 |
| ------------------------- | ---- | ---- | ---- | ---- | ---- | ---- | ---- | ---- |
| Einwohner                 | 163  | 159  | 150  | 144  | 167  | 134  | 170  | 181  |
| Quelle: Cassini und INSEE |      |      |      |      |      |      |      |      |

## Sehenswürdigkeiten
- Kirche Saint-Nicolas, Monument historique seit 1912

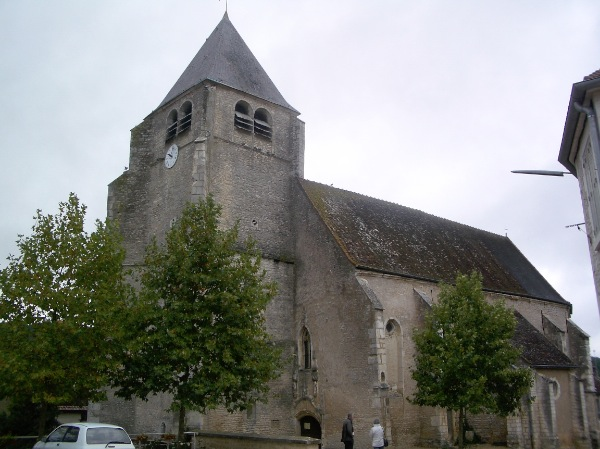
Kirche Saint-Nicolas